# ألياف غذائية

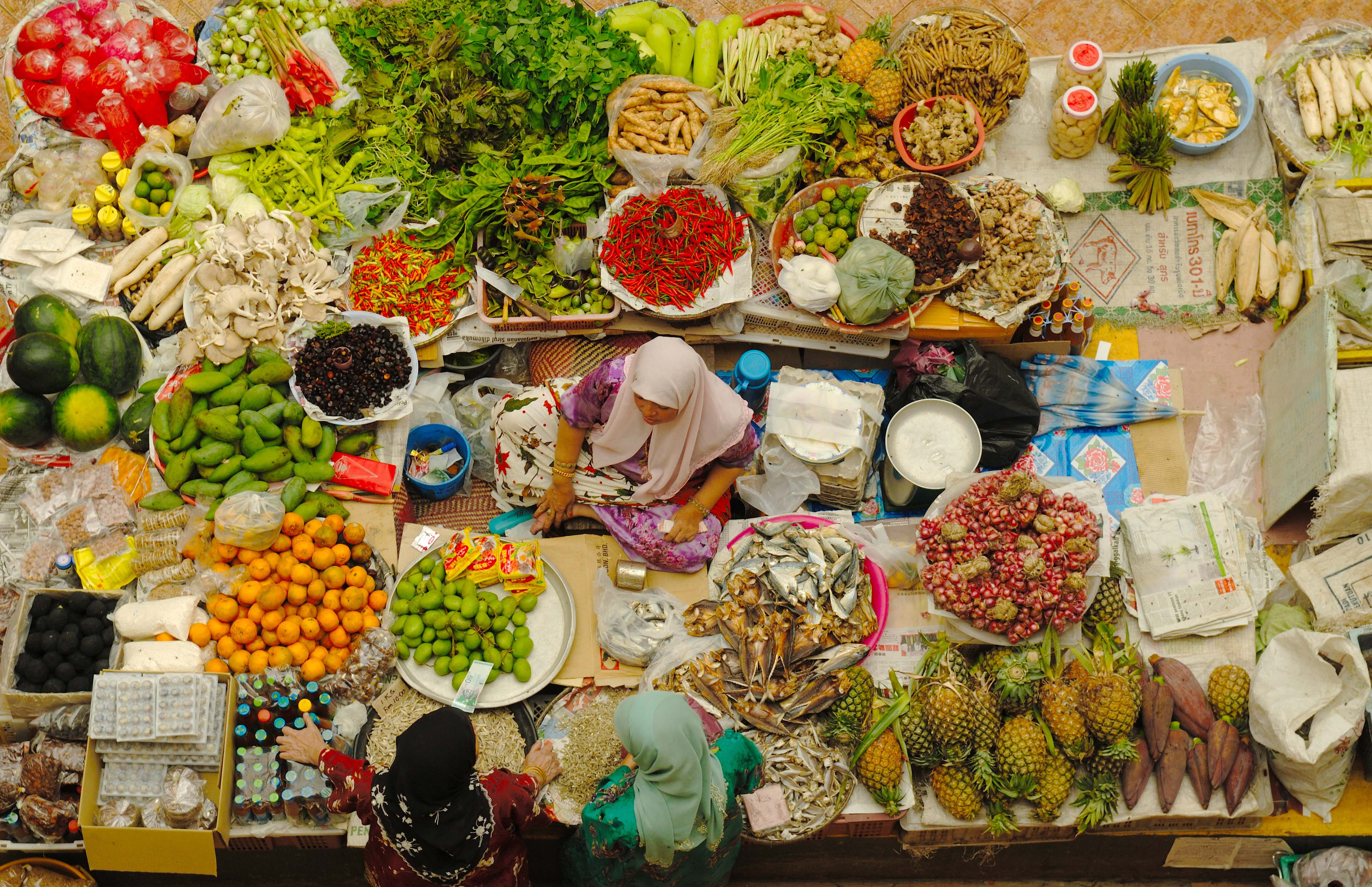
مأكولات غنية بالألياف مثل الحبوب, والخضراوات, و البقوليات والفاكهة في أحد أسواق ماليزيا.

الألياف الغذائية هي إحدى مكونات الأغذية النباتية، وطبيعتها سليولوز غير قابلة للهضم عند الإنسان، لكنها تساعد في دفع الطعام داخل الجهاز الهضمي خاصة في الأمعاء الغليظة مما يساهم في تسهيل عملية التبرز. تعيش عليها البكتيريا المعوية وتستخلص منها بعض الفيتامينات مثل فيتامين دي، فتلك البكتيريا هي عون للإنسان ويساعد كل منها الآخر ليبقى صحيحا معافيا. كما أن الألياف تغير من طبيعة امتصاص المواد المغذية الأخرى في الجسم.
تتألف الألياف الغذائية كيميائياً من عديدات السكاريد غير النشوية مثل السليولوز ومركبات أخرى مثل الديكسترين والإنولين والليغنين والشموع النباتية والبكتين بالإضافة إلى وجود سكريات قليلة التعدد في
البقوليات، والشوفان والجاودار، والشيا، والشعير .
بعض الفواكه وعصير الفواكه (بما في ذلك عصير البرقوق والخوخ والتوت والموز، والدواخل من التفاح والكمثرى)
وفي كثير من الخضراوات مثل القرنبيط، والجزر، والخرشوف والكرنب والبازلاء والفاصوليا الخضراء والباذنجان والبروكولي والسبانخ والباميا والفجل والجرجير والبقدونس وغيرها.
الدرنات الجذرية والخضروات الجذرية مثل البطاطا والبصل (جلود وهذه هي مصادر للألياف غير قابلة للذوبان أيضا)
سيلليوم قشر البذور ( الألياف القابلة للذوبان الصمغ) والكتان بذور
الجوز، واللوز مع كونه الأعلى في الألياف الغذائية.
مصادر الألياف غير القابلة للذوبان تشمل ما يلي:
الأطعمة والحبوب الكاملة
القمح ونخالته ونخالة الذرة
المكسرات والبذور
البطاطس (الجلود)
قنب البذور
قشور
الخضروات مثل الفاصوليا الخضراء، القرنبيط، والكرنب، الكوسا (الكوسا)، والكرفس، البازلاء والخرشوف، والفجل والجرجير والجزر، بما في ذلك بعض ثمار الأفوكادو، والموز غير ناضج .
وفي قشرة بعض الفواكه كالتفاح والكمثرى والمشمش وكل ما يحتاج المضغ لتفتيته ولا يذوب، بما في ذلك فاكهة الكيوي والطماطم والخيار.

## مصادر الألياف

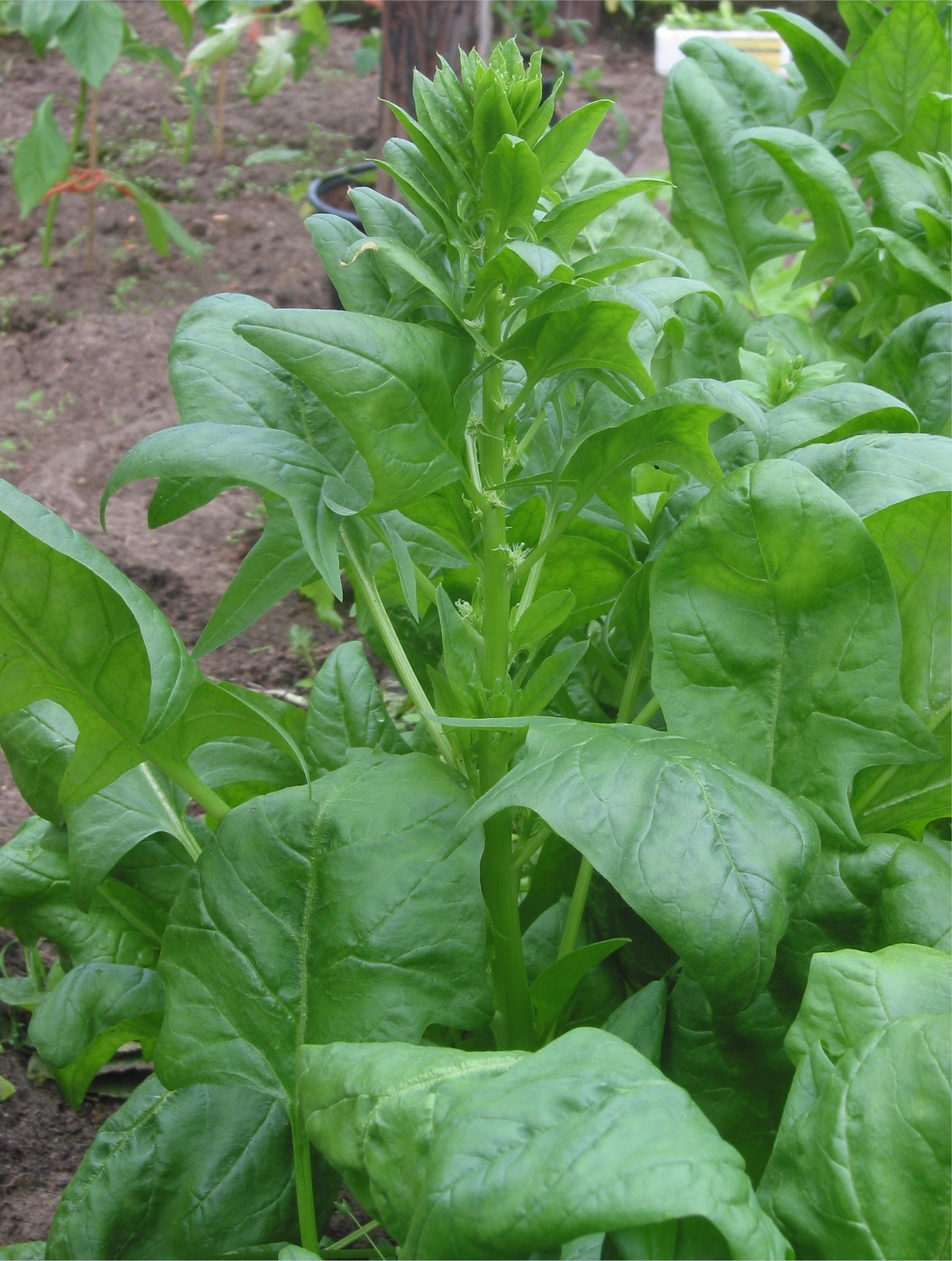
السبانخ

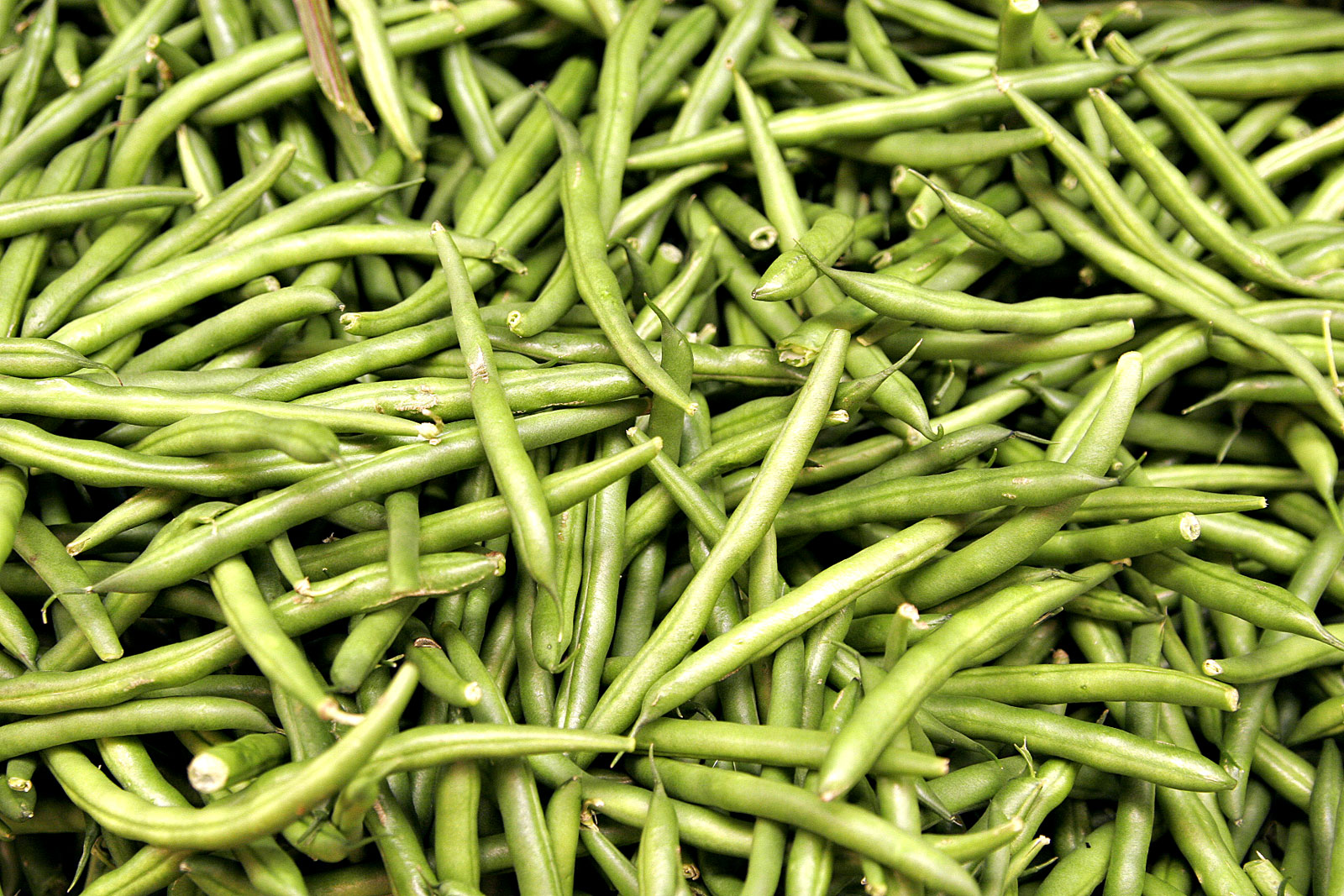
فاصوليا خضراء

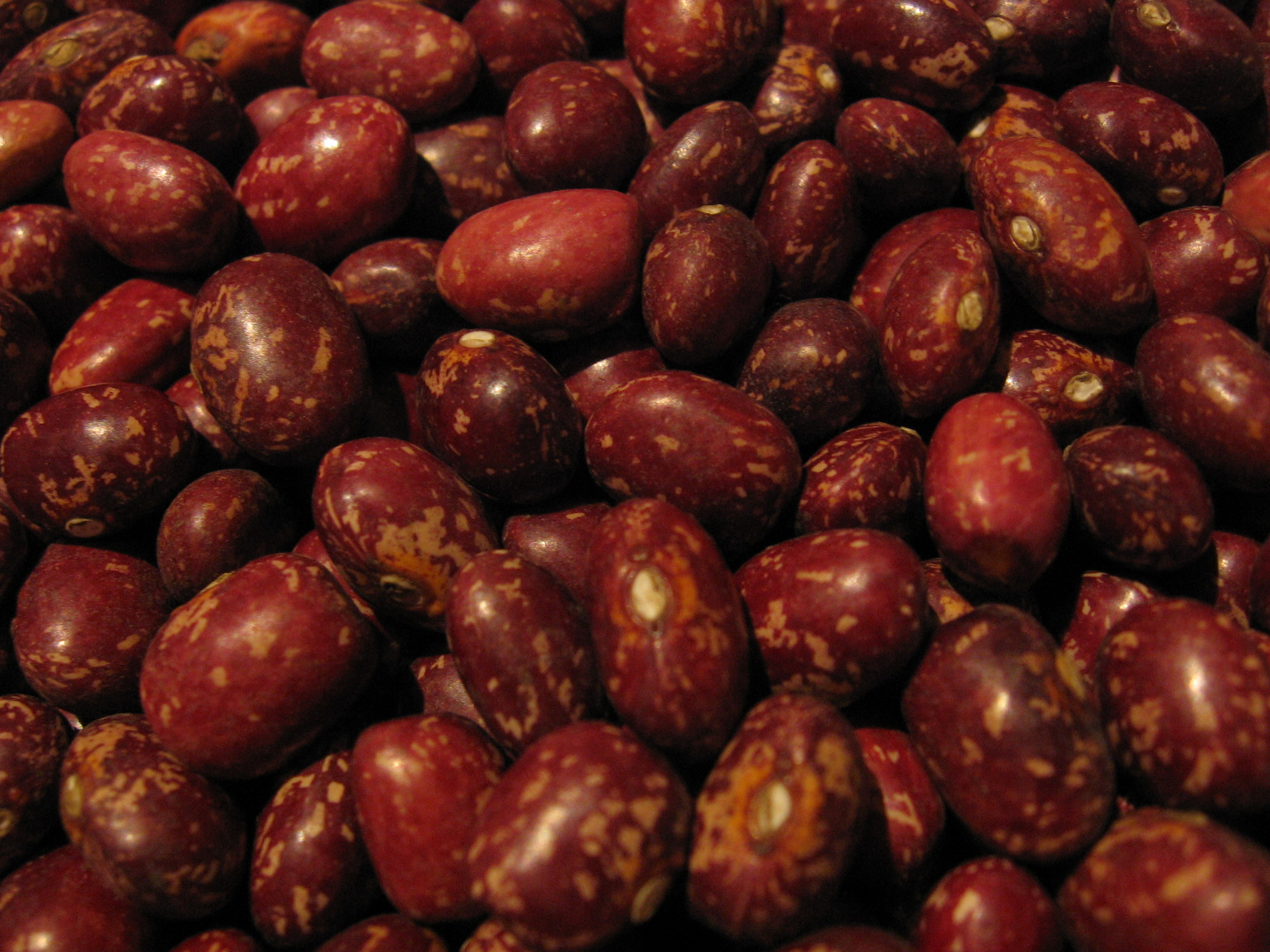
فاصوليا جافة